# جائزة إسبانيا الكبرى للدراجات النارية 2012
جائزة إسبانيا الكبرى للدراجات النارية 2012 هو سباق دراجات نارية أقيم بتاريخ 29 أبريل 2012 في حلبة خيريز، شريش، إسبانيا. كان الجولة الثانية من أصل 18 في سباق الجائزة الكبرى للدراجات النارية موسم 2012. فاز الأسترالي كيسي ستونر بفئة الموتو جي بي بينما جاء الإسباني خورخي لورنزو في المركز الثاني وحصل على المركز الثالث الإسباني داني بيدروسا.

## وصلات خارجية
- الموقع الرسمي